# Sternhaus (Düsseldorf)

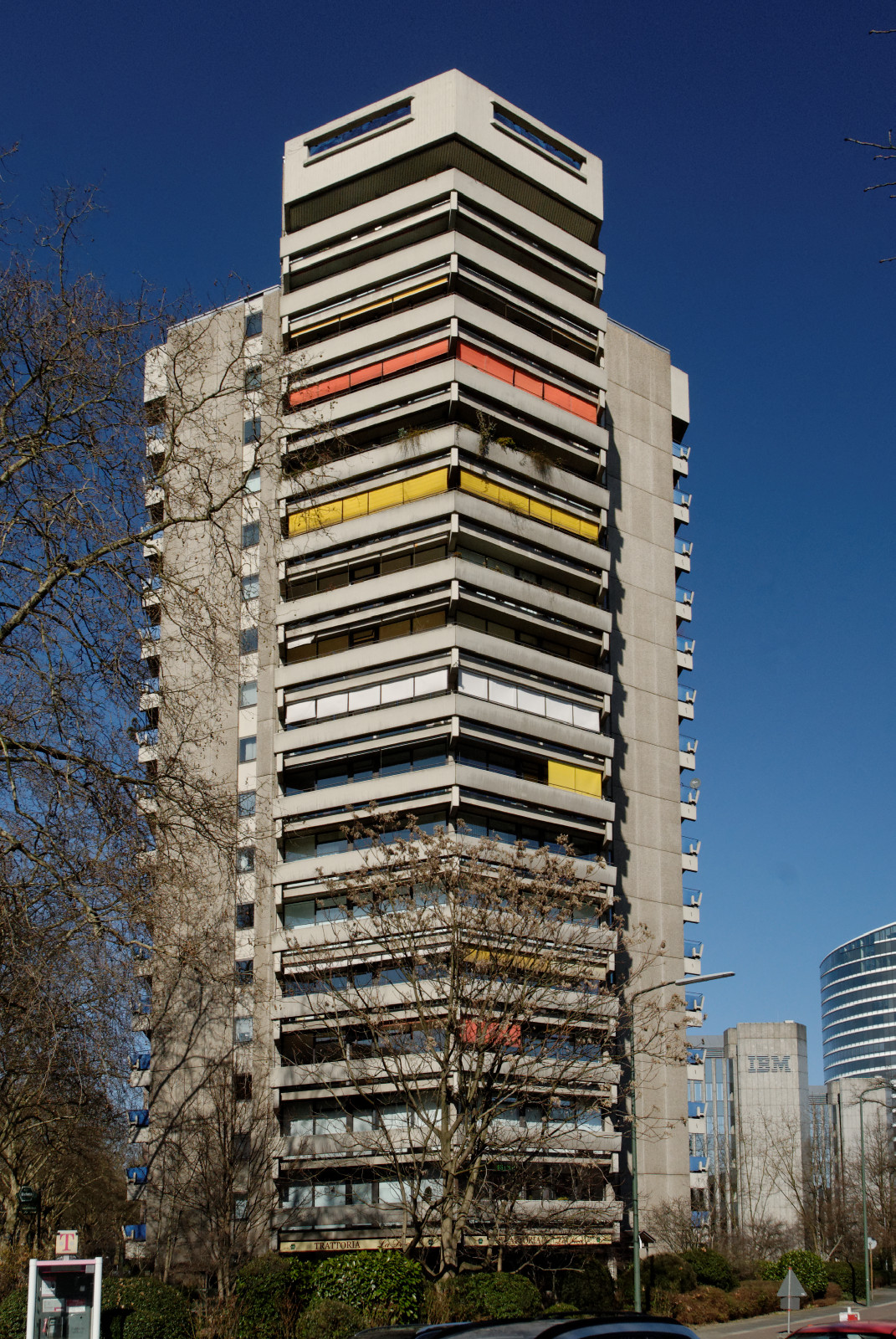
Sternhaus von Südosten

Das Sternhaus befindet sich an der Kaiserswerther Straße 115 im Düsseldorfer Stadtteil Golzheim. Zusammen mit dem benachbarten Bürohochhaus Sky-Office markiert es den Bürostandort Kennedydamm in der Stadtsilhouette am Rhein.

## Beschreibung
Das für einen Ausstellungsraum sowie mehrere Praxen, Büros und Wohnungen genutzte Gebäude ist ein Beispiel für den Brutalismus: „Die Fassade des Hochhauses wird mit geschosshohen Waschbetonblöcken verkleidet; die horizontale Betonung erfolgt durch Balkonbrüstungen, bestehend aus vorgefertigten Blumentrögen in Sichtbeton“. Das Gebäude ist städtebaulich bedeutend, weil es als ein „18geschossiges Hochhaus an städtebaulich exponierter Stelle“ eine typische städtebauliche Dominante der Zeit um 1970 darstellt. Bemerkenswert sind auch Grundriss und Baukörper: Drei sechseckige Baukörper sind nach strukturalistischem Kompositionsprinzip derart zusammengesetzt, dass eine „Dreisternform“ entsteht. Der Bau wurde vom Düsseldorfer Architekturbüro Hentrich, Petschnigg & Partner von 1968 bis 1972 erbaut.